# Olethrius carolinensis
Olethrius carolinensis là một loài bọ cánh cứng trong họ Cerambycidae.